# Índice glucémico

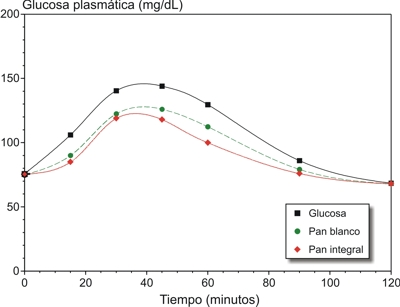
Figura 1. Cambios en la glucemia postprandial tras el consumo de glucosa, pan blanco y pan integral. Utilizando la glucosa como patrón, el área bajo la curva glucémica se establece en un valor arbitrario de 100 unidades. Al comparar las áreas de las curvas asociadas a otros alimentos con esa área, se obtienen los índices glucémicos de dichos alimentos.

El índice glucémico postprandial (IG) es la glucemia medida luego de la ingestión de un alimento en relación con la glucemia generada por un alimento de referencia que contiene la misma cantidad de carbohidratos. Este sistema permite comparar la velocidad con la que se absorben y metabolizan los carbohidratos en distintos alimentos. El concepto fue ideado por el doctor David J. Jenkins y su equipo de colaboradores en 1981, en la Universidad de Toronto.
Desde el punto de vista nutricional es importante no solo la cantidad de carbohidratos que contenga un alimento, sino también lo rápido que se digieran y se absorban. Conocer esto último puede ser importante en determinadas enfermedades como la diabetes, ya que se deben controlar los niveles glucémicos. También es útil para la práctica del deporte, ya que proporciona información sobre los alimentos más apropiados para obtener energía o para recuperar las reservas energéticas.
Para establecer el índice glucémico de un alimento, se recurre a personas voluntarias en las que, tras un ayuno nocturno, se mide la glucemia después de haber ingerido una cantidad del alimento en cuestión (la cantidad de alimento tiene que ser tal que proporcione 50 g de carbohidrato disponible biológicamente). Las medidas de la glucemia se realizan a intervalos de tiempo previamente establecidos, hasta un máximo de 120-180 minutos. Tales medidas se comparan con las de un producto de referencia, como la glucosa o el pan blanco (50 g), al que se le asigna arbitrariamente un índice 100. El cociente entre las áreas de las respectivas curvas se denomina índice glucémico (véase la figura 1).
Inicialmente se aceptaba que los glúcidos simples o azúcares (glucosa, sacarosa, lactosa) producen respuestas glucémicas más rápidas que las de los glúcidos complejos (almidón, glucógeno). Sin embargo, ciertos almidones pueden producir un máximo glucémico más pronunciado que azúcares como la sacarosa. Esto se debe a que tales almidones, de absorción rápida, tienen una estructura muy ramificada que facilita la acción hidrolítica de la amilasa y la consiguiente liberación de glucosa.

## Índice glucémico de algunos productos alimenticios
Valores del índice glucémico, utilizando como patrones la glucosa (IG1) y el pan blanco (IG2), para algunos productos alimenticios.
| Producto           | IG1 | IG2 | Producto              | IG1   | IG2     |
| ------------------ | --- | --- | --------------------- | ----- | ------- |
| Panes y repostería |     |     | Legumbres             |       |         |
| Pan “baguette”     | 95  | 136 | Guisante              | 39    | 56      |
| Dónut              | 76  | 108 | Alubia                | 29    | 40      |
| Pan blanco         | 73  | 100 | Garbanzo              | 28    | 39      |
| Cruasán            | 67  | 96  | Lenteja               | 26    | 36      |
| Pan integral       | 51  | 73  | Soja                  | 18    | 25      |
| Pan multicereales  | 43  | 61  | Cacahuete             | 14    | 21      |
| Frutas y zumos     |     |     | Verduras y hortalizas |       |         |
| Zumo de naranja    | 50  | 71  | Remolacha             | 64    | 91      |
| Zumo de piña       | 46  | 66  | Patata                | 50    | 72      |
| Zumo de manzana    | 40  | 57  | Zanahoria             | 30    | 68      |
| Piña               | 58  | 84  | Arroces               |       |         |
| Albaricoque        | 57  | 82  | Bajo en amilosa       | 83-88 | 119-126 |
| Kiwi               | 53  | 75  | Blanco                | 64    | 91      |
| Plátano            | 52  | 74  | De grano largo        | 56    | 80      |
| Uva                | 46  | 66  | Alto en amilosa       | 56    | 78      |
| Melocotón          | 42  | 60  | Moreno                | 55    | 79      |
| Naranja            | 42  | 60  | Integral              | 34    | 48      |
| Pera               | 38  | 54  | Azúcares y sustitutos |       |         |
| Manzana            | 38  | 52  | Glucosa               | 100   | 141     |
| Cereza             | 22  | 32  | Sacarosa              | 68    | 97      |
| Pasta              |     |     | Miel                  | 55    | 78      |
| Tallarines         | 47  | 67  | Fructosa              | 19    | 27      |
| Macarrones         | 47  | 67  | Xilitol               | 8     | 11      |
| Espaguetis         | 38  | 54  | Lactitol              | 3     | 4       |

## Observaciones sobre el índice glucémico
Uno de los errores más comunes al utilizar el índice glucémico (IG) es asumir que un "alimento de bajo IG" necesariamente tiene bajo contenido en carbohidratos. Sin embargo, el IG solo se aplica a alimentos con una cantidad significativa de carbohidratos disponibles. Así, alimentos como la carne o el queso, que prácticamente no contienen carbohidratos, no tienen un IG relevante. 
El valor de IG se obtiene en condiciones de laboratorio, con porciones estandarizadas y en ayunas, lo que no refleja con precisión cómo responden las personas en situaciones reales. El IG de un alimento puede verse alterado por numerosos factores, como la variedad del ingrediente, el grado de madurez (por ejemplo, en frutas), el método de cocción (como hervido vs. al vapor), el procesamiento industrial, y la temperatura a la que se consume (los almidones retrogradados, como en el arroz o las patatas enfriadas y recalentadas, tienden a tener un IG más bajo).
Además, la respuesta glucémica se ve modificada por los alimentos que se consumen juntos. La presencia de grasas, proteínas o fibra en una comida puede reducir la absorción de glucosa, disminuyendo el impacto del IG. Por ello, el concepto de carga glucémica (que combina la cantidad y la calidad de los carbohidratos) resulta más útil en la práctica dietética.
Algunos estudios han encontrado que, en condiciones reales, las dietas con diferentes índices glucémicos no siempre producen diferencias significativas en los niveles diarios promedio de glucosa o insulina. Sin embargo, sí se han observado efectos sobre otras hormonas como la leptina, involucrada en la regulación del apetito, lo que sugiere posibles implicaciones en el control del peso.
Aunque existen variaciones en los resultados experimentales —por ejemplo, estudios que asignan diferentes valores de IG a distintos tipos de patatas dependiendo de su preparación—, la base de datos internacional mantenida por la Universidad de Sídney recopila de forma estandarizada y actualizada los valores de IG de cientos de alimentos.

## Índice glucémico y peso corporal
Las investigaciones actuales han evaluado la relación entre el índice glucémico y el peso corporal aún no son concluyentes. Sin embargo, los resultados sugieren en confirmar la tendencia del rol del IG con la sensación de satisfacción y ansiedad por los alimentos. Las personas con obesidad bajo un tratamiento con alimentos de bajo índice glucémico tienden a una mayor reducción del hambre a largo plazo. Una alimentación saludable que incluya alimentos con bajo índice glucémico se traduce como un cambio en los hábitos psicológicos de una persona respecto a los alimentos. De hecho, es una estrategia utilizada por médicos y nutricionistas para tratar casos de sobrepeso y obesidad.

## Influencia del índice glucémico en la microbiota intestinal y la salud metabólica
El índice glucémico (IG) de los alimentos no solo influye en la respuesta glucémica postprandial, sino que también impacta la composición y función de la microbiota intestinal. Dietas ricas en alimentos de alto IG pueden inducir disbiosis intestinal, caracterizada por una reducción de bacterias beneficiosas como Akkermansia muciniphila y Bifidobacterium, mientras que favorecen el crecimiento de especies proinflamatorias. 
Un consumo frecuente de carbohidratos refinados y de alto IG se ha asociado con una menor diversidad microbiana y una mayor permeabilidad intestinal, lo que podría contribuir a la inflamación sistémica de bajo grado, resistencia a la insulina y mayor riesgo de enfermedades metabólicas como la diabetes tipo 2 y la obesidad. 
Por el contrario, dietas ricas en carbohidratos de bajo IG, como los provenientes de legumbres y cereales integrales, promueven la producción de ácidos grasos de cadena corta (AGCC), los cuales tienen efectos antiinflamatorios y mejoran la sensibilidad a la insulina. Estos compuestos también contribuyen a la integridad de la barrera intestinal y modulan la secreción de incretinas, hormonas clave en el metabolismo glucémico.
Dado el papel clave del IG en la microbiota intestinal, se están explorando estrategias dietéticas que combinen un control del IG con la modulación del microbioma para mejorar la salud metabólica a largo plazo.